# 卡瓦尔克
卡瓦尔克（法語：Cavarc，法語發音：[kavaʁk]）是法国洛特-加龙省的一个市镇，属于洛特河畔新城区。

## 地理
卡瓦尔克（44°41'24"N, 0°38'30"E）面积11.99 平方千米，位于法国新阿基坦大区洛特-加龍省，该省份为法国西南部内陆省份，北起多爾多涅省，西接吉倫特省和朗德省，南至热尔省，东临塔恩-加龙省和洛特省。
与卡瓦尔克接壤的市镇（或旧市镇、城区）包括：布瓦斯、蒙马尔韦斯、圣拉德贡德、杜德拉克、费朗萨克、德罗河畔圣康坦。

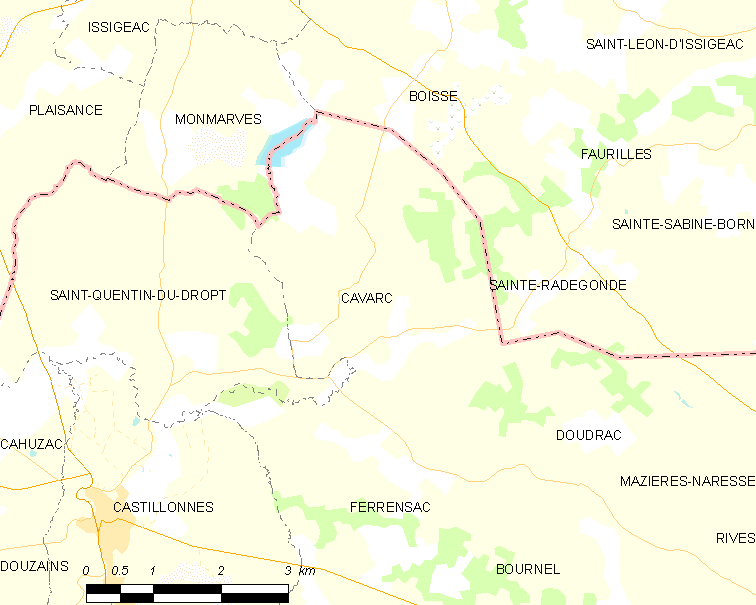
卡瓦尔克的OSM定位图

卡瓦尔克的时区为UTC+01:00、UTC+02:00（夏令时）。

## 行政
卡瓦尔克的邮政编码为47330，INSEE市镇编码为47063。

## 政治
卡瓦尔克所属的省级选区为德罗河谷县。

## 人口

1962-2008年间卡瓦尔克人口变化图示

卡瓦尔克于2022年1月1日时的人口数量为158人。